# 萊氏紅點鮭
萊氏紅點鮭，為輻鰭魚綱鮭形目鮭科的其中一種，為溫帶淡水魚，分布於歐洲瑞典、芬蘭、挪威、俄羅斯北部科拉半島淡水湖泊流域，體長可達75公分，棲息在底層水域，以魚類、片腳類、軟體動物、昆蟲為食，生活習性不明。